# Pau de Fexhe
La Pau de Fexhe (en francès Paix de Fexhe) es un tractat que es va signar el 18 de juny 1316 a Fexhe-le-Haut-Clocher prop de Lieja. Els signataris n'eren el príncep-bisbe de Lieja, Adolf de la Mark i els tres estaments. Estipula per a la primera vegada en la història del principat un repartiment dels poders, una llibertat individual, una limitació de l'absolutisme i una justícia més imparcial.
És un exemple de l'evolució a l'alta edat mitjana de nou repartiment del poder com ho va passar amb la Magna Carta anglesa o la institució de les Corts Catalanes, el poder encara no es delega al «poble» al sentit de democracia moderna, però es comparteix per primera vegada amb persones notables que no tenen poder hereditari com els nobles. De malgrat els prínceps cedeixen el seu poder absolut Dei gratia, no realment per amor de la llibertat del poble, i sovint arrossegats pels problemes financers dels seus esforços de guerra.
Moviments de restauració segueixen aquestes concessions, quan la balança de poder canvia. La Pau de Fexhe és un dels documents més famosos de la història del principat de Lieja com que conté els fonaments d'un sistema jurídic de drets i de llibertats iguals per a tota la gent del principat. Hom hi troba tres principis que van fonamentar el dret públic liegès i que vigiran fins a l'annexió del principat a França el 1795.

## Els principis més importants

Escut de Lieja amb l'abreviatura
del lema Gent Liure

1. El príncep-bisbe s'obliga a complir els furs de les ciutats i només es poden modificar o abolir amb l'acord dels estaments.
2. Tothom té el dret d'un judici en un tribunal on seuen les assessors i les representants de la població. Les tribunals d'excepció del príncep-bisbe s'aboleixen.
3. Les modificacions de les lleis només vigeixen després d'un acord de tots els estaments: el príncep-bisbe i els representants del clergat, de la noblesa i de les bones viles. El poder decisiu dels representants del tercer estament o del poble creix, tot i romandre limitat a l'elit. Dues vegades l'any durant els Dies dels estats, quan tots els estaments s'apleguen, poden votar les lleis noves o les interpretacions del dret consuetudinari.

## Importància històrica del tractat
Aquest tractat posa els fonaments d'un govern representatiu, d'un inici de justícia més imparcial i de certs drets individuals. Sense tenir-ne el nom, la Pau de Fexhe pot considerar-se com una constitució avant la lettre. El projecte de constitució de la Regió Valòna de 2006 es refereix a aquest tractat per a assentar els principis de llibertat i de dret. El document original del tractat es troba als arxius de la ciutat de Maastricht. Les lletres ela i ge de l'escut de Lieja resumeixen aquest tractat en dos mots: libres gents (en català gent lliure). El lema de la pau de Fexhe es pot resumir com «Estima la valor de les teves llibertats. No oblidis pas que la teva llibertat s'atura on comença la llibertat d'altri.» A Fexhe-le-Haut-Clocher, es troba una pedra commemorativa amb el text francès «Liberté individuelle et bonne justice» (traducció: llibertat individual i bona justícia).